# 이아코포 2세 아피아노

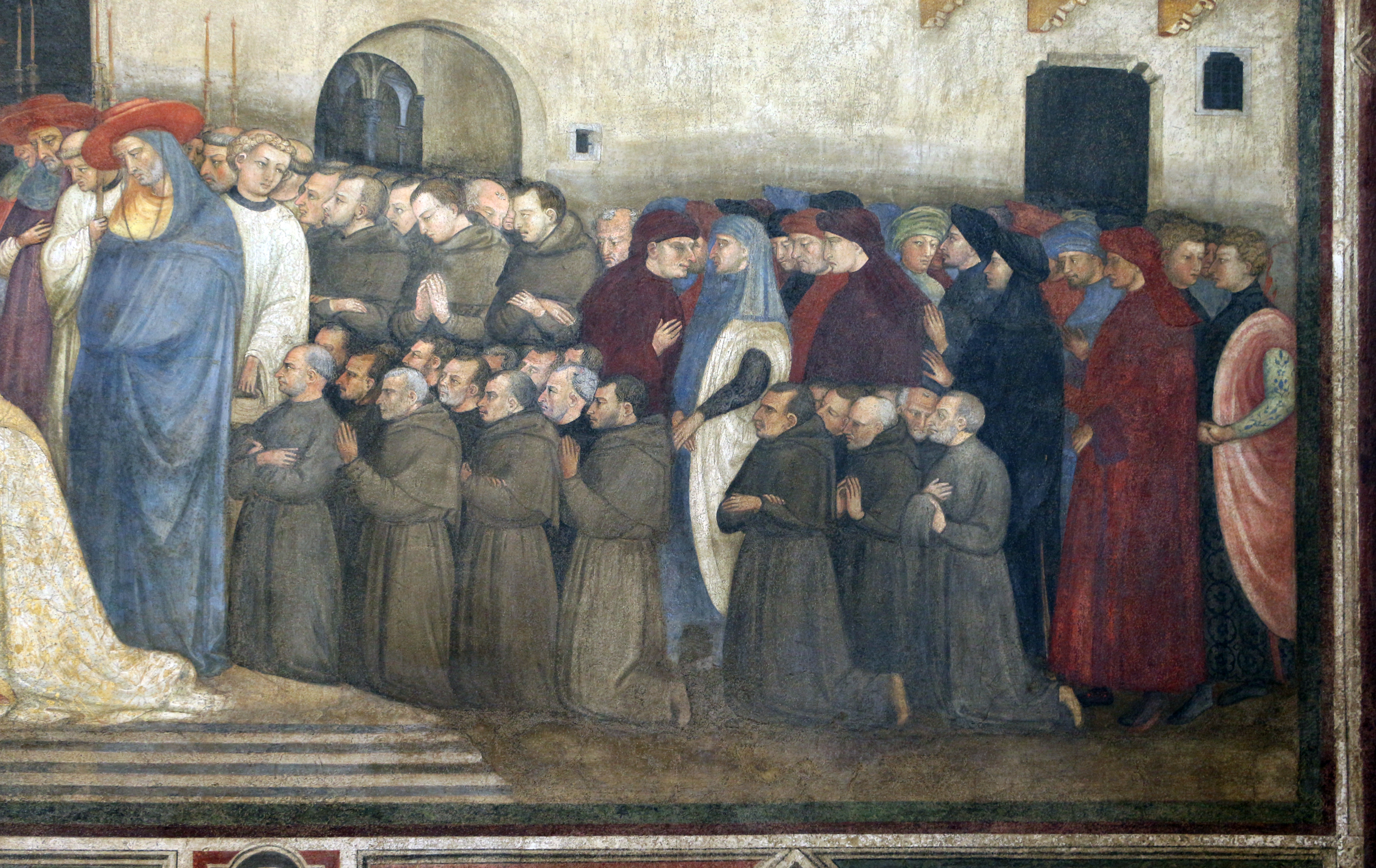

이아코포 2세 아피아노(Iacopo II Appiano, 1400년 – 1441년 12월 27일)는 1405년부터 1441년까지의 피옴비노 후작이다.
그는 게라르도 아피아노의 아들로 피옴비노에서 태어났으며, 그의 어머니 파올라 콜론나의 섭정을 받다가 1405년에 피옴비노 후작 자리를 계승했다. 그는 갑작스럽게 피렌체 공화국과 시에나 공화국 사이의 동맹을 자주 바꾸는 잔인한 인물로 묘사되고 있으며다. 그는 강력한 제노바의 귀족과 피렌체 사령관 잔 루이지 피에스키(Gian Luigi Fieschi) 사이에서 태어난 딸인 도넬라 피에스키(Donella Fieschi)와 혼인하며 그의 지위를 강화하였다.
이아코포는 1441년에 자식 없이 순절하였고, 이는 독살로 추정되고 있으며, 그의 어머니가 자리를 계승했다.
| 이전 게라르도 아피아노 | 피옴비노 후작 1405년–1441년 | 이후 파올라 콜론나 |